# Frank J. Kearful
Frank J. Kearful (geb. 1936) ist ein Amerikanist und Literaturwissenschaftler. Er war bis 2004 Professor für Englisch an der Universität Bonn.
Kearful lehrte in den 1960er-Jahren an der University of Washington. Zunächst war er dort Assistenzprofessor für Englisch, dann festangestellter Associated Professor für Vergleichende Literaturwissenschaft und Englisch. Über ein Forschungsstipendium kam er 1968 nach Deutschland und kehrte für Lehraufträge 1972 nach Tübingen und 1973 nach Hamburg zurück. 1974 wurde er von der Uni Bonn als Professor berufen und blieb dort bis zu seiner Emeritierung 2004.
Er forschte und publizierte zu Literatur, insbesondere Lyrik, aus dem angelsächsischen Raum. Er lehrte in Bonn im Rahmen des Studiengangs „Regionalwissenschaften Nordamerika“.
Kearful ist Vizepräsident der Robert Lowell Society.

## Belege
1. 1 2  Prof. Dr. Frank J. Kearful — Department of English, American, and Celtic Studies. Abgerufen am 30. Dezember 2017.
2. ↑  - Dialog der Disziplinen. In: General-Anzeiger Bonn. 29. Juli 2002 (ga.de [abgerufen am 30. Dezember 2017]).
3. ↑  Siehe z. B. den Call for Papers der American Literature Association Conference, San Francisco, 24. bis 27. Mai 2018.

| Personendaten    | Personendaten                            |
| ---------------- | ---------------------------------------- |
| NAME             | Kearful, Frank J.                        |
| KURZBESCHREIBUNG | Amerikanist und Literaturwissenschaftler |
| GEBURTSDATUM     | vor 1960                                 |